# 諸葛均
諸葛均（2世紀—？），琅琊阳都（今山东省沂南县）人，三國時期蜀漢官員，諸葛瑾、蜀漢丞相诸葛亮之同胞三弟。

## 生平
諸葛均因父親諸葛珪早逝，因而與兄諸葛亮同依叔父諸葛玄。諸葛玄獲袁術署為豫章太守時，也帶了諸葛均兄弟至豫章上任。後來漢廷選任朱皓以代諸葛玄之職，諸葛玄就改去荊州投靠有舊交的荊州牧劉表，諸葛均及諸葛亮都隨至荊州。後諸葛亮仕蜀漢，諸葛均亦官至長水校尉。

## 藝術形象
《三國演義》中說劉備第二次來到草蘆時，將諸葛均誤以為是諸葛亮；後來诸葛亮出仕，他繼續留守隆中，其後隨兄長諸葛亮引薦才投歸劉備。

## 家庭

### 祖先
- 諸葛豐，漢元帝时任司隸校尉，他以执法严格、性情刚直見称。

### 父親
- 諸葛珪，諸葛均父親。東漢末年為泰山郡丞。於諸葛亮幼年已死。

### 叔父
- 諸葛玄，諸葛均叔父。本為豫章太守，後投靠劉表，照顧諸葛亮和諸葛均。

### 堂兄弟
- 諸葛誕，三國時曹魏大臣和重要將領，官至征東大將軍，後在壽春發動叛亂反抗司馬昭，兵敗被殺。

### 兄弟姊妹
- 諸葛瑾，諸葛均之長兄。東吳。 大將軍、左都護、豫州牧、宛陵侯。兄弟二人於公事上都不帶親屬感情。
- 諸葛亮，諸葛均之次兄。蜀漢丞相益州牧、武鄉侯，兄弟二人於公事上都不帶親屬感情。

諸葛均有兩位姊姊，長姊嫁給襄陽望族蒯氏之蒯祺，二姊嫁給龐山民。